# Argumentum ad verecundiam
Ein argumentum ad verecundiam (lateinisch für „Beweis durch Ehrfurcht“) oder Autoritätsargument ist ein Argument, das eine These durch die Berufung auf eine Autorität, wie zum Beispiel Experten oder Vorgesetzte, beweisen will. Da Autorität als solche keine Garantie für Wahrheit ist, handelt es sich nicht um eine logisch zwingende Schlussfolgerung.

## Verwendung
Begriffsgeschichtlich dürfte der Ausdruck „argumentum ad verecundiam“ ursprünglich von John Locke in seinen Essays concerning human understanding (publiziert 1690, dort Buch 4, Kap. 17) formuliert worden sein. In späteren Logik-Handbüchern wird er ausdrücklich als Fehlschluss geführt.
Es kann grundsätzlich gerechtfertigt sein, bei der Entscheidung für oder gegen eine Behauptung auf die Meinung von Personen mit anerkannter Expertise zurückzugreifen, wenn man selbst über keine Einsicht oder keine guten Gründe verfügt. Dabei wird für die Expertise vorausgesetzt, dass der Experte seine Meinung überprüft und selbst über Gründe dafür verfügt bzw. sie in seiner Erfahrung bestätigt sieht. Davon zu unterscheiden ist eine bloß rhetorische Ausflucht zu „Autorität“, wo die spezifische Rechtfertigung einer strittigen Überzeugung zu leisten wäre oder wo zwischen dem Status der Autorität und dem sachlichen Gehalt der strittigen These kein Zusammenhang besteht. Die Berufung auf fremde Expertise setzt allerdings voraus, dass die anderen Beteiligten diese anerkennen – insofern handelt es sich um ein argumentum ad populum.
Besondere Relevanz hat das argumentum ad verecundiam für die religiöse Erkenntnistheorie. Bereits im Rahmen der Konstitution einer christlichen Theologie als universitärer Wissenschaft im europäischen 12.–13. Jahrhundert wird für die Wissenschaftstheorie der Theologie über Methodenfragen einer Berufung auf „Autorität“ diskutiert. Die wirkungsgeschichtlich wichtigsten Systematisierungen, z. B. des Thomas von Aquin, sehen die formale Autorität von Glaubens- und Offenbarungswahrheiten in Gott begründet und durch Glaubensartikel vermittelt, wie sie insbesondere das apostolische Glaubensbekenntnis explizit formuliert und implizit mitenthält. Unter Heranziehung u. a. aristotelischer Erkenntnistheorie, vornehmlich der aristotelischen Topik, werden näherhin Quellen theologischer Erkenntnisgewinnung systematisiert und hierarchisiert. Schon früh wird demgegenüber auch eine unabhängige Kriteriologie und Urteilsinstanz eingefordert und diskutiert, beispielsweise prominent bei Abaelard. Dabei spielt auch die Offenbarung eine Rolle, in der bestimmte Einsichten durch die Gnade Gottes vermittelt werden, die anderen als solche nicht zugänglich sind. Dieser Gedanke wurde in moderner Zeit von der Reformed Epistemology neu aufgegriffen.

## Bewertung
Ein Autoritätsargument muss, um zulässig zu sein, folgende Eigenschaften aufweisen:
- Die Autorität ist vertrauenswürdig, weil sie sich bewährt hat.
- Die Autorität wird korrekt zitiert.
- Die Autorität hat Sachkompetenz im relevanten Sachgebiet.
- Die allgemeinen Regeln der Argumentation wurden eingehalten.
- Autoritäten, die die Gegenansicht vertreten, werden, statt sie einfach zu ignorieren, ebenfalls zitiert und widerlegt.

Wo diese Punkte nicht erfüllt sind, wird die Autorität unberechtigt angeführt und es handelt sich um ein Scheinargument. Der Verdacht, dass es sich zudem um einen beabsichtigten Trugschluss oder ein Sophismus handelt, liegt nahe.

## Rekonstruktionsvorschläge
In seiner Einführung in die Logik rekonstruierte Wesley C. Salmon die Struktur von Autoritätsargumenten als Fall eines „statistischen Syllogismus“, also als eines induktiven Arguments, das seine Konklusion zumindest wahrscheinlich macht:
|  | Die überwältigende Mehrheit der Behauptungen, die x über S trifft, ist wahr. |
|  | p ist eine Aussage von x über S                                              |
|  | p ist wahr.                                                                  |

In dieser Form ist der Schluss korrekt, aber nicht unbedingt wahrheitserhaltend. Salmon stellt zudem die Forderungen auf, dass die Autorität korrekt zitiert werden muss, dass es sich tatsächlich auch um eine fachliche Autorität (und nicht nur um eine Berühmtheit) handeln muss, dass S tatsächlich das Feld der Expertise der Autorität zu sein hat, dass die Autorität tatsächlich um die Wahrheit von p wissen könnte, wenn p wahr ist und dass keine gleichermaßen geeigneten Autoritäten p widersprechen. Wo die Forderungen nicht erfüllt sind, liegt für ihn ein klarer Missbrauch der Argumentform vor.
Die Figur Consensus gentium wird von Salmon als Sonderfall des argumentum ad verecundiam behandelt, der denselben Bedingungen unterliegt.
Die jüngere systematische Erkenntnistheorie behandelt Kriterien epistemischer Rechtfertigung für die Akzeptanz „autoritativer“ Äußerungen, insbesondere von „Experten“, vor allem im Rahmen der sozialen Epistemologie.